# Праростино
Праростино (итал. Prarostino) је насеље у Италији у округу Торино, региону Пијемонт.
Према процени из 2011. у насељу је живело 1302 становника. Насеље се налази на надморској висини од 747 м.

## Становништво
Према резултатима пописа становништва 2011. у општини је живело 1.289 становника.
| 1931. | 1936. | 1951. | 1961. | 1971. | 1981. | 1991. | 2001. | 2011. |
| ----- | ----- | ----- | ----- | ----- | ----- | ----- | ----- | ----- |
| 1.268 | 1.216 | 1.142 | 1.003 | 906   | 945   | 1.054 | 1.224 | 1.289 |

## Партнерски градови
- Mont-sur-Rolle